# Sylvain Boulay
Pour les articles homonymes, voir Boulay.
Ne pas confondre avec Sylvain Bolay, coureur cycliste.
Sylvain Boulay, né le 3 juillet 1955 à Saint-Mars-d'Outillé (Sarthe), est un pilote de sport automobile français, issu de la filière Winfield et volant ACO.

## Biographie
Né en Sarthe, il a commencé dans diverses formules et coupes. En 1987, il s'engage pour la première fois aux 24 heures du Mans. Il y participera 10 fois entre 1987 et 2005.
Sylvain Boulay est très attaché aux 24 heures du Mans et au championnat du monde des voitures de sport auquel il participe à plusieurs reprises.

## 24 heures du Mans
- 1987 : ALD 02 BMW - 3,5 litres - Groupe C2 - Non classé (distance parcourue insuffisante) - Équipiers Tremblay/Lateste
- 1988 : ALD 03 BMW - 3,5 litres - Groupe C2 - Abandon à la 9e heure (joint de culasse) - Équipiers Tremblay/Lateste
- 1989 : ALD 04 BMW - 3,5 litres - Groupe C2 - Sortie de piste aux essais - Équipiers Serfaty/Batmalle
- 1994 : ALD C289 BMW - 3,5 litres - LMP1 - Abandon à la 12e heure (casse moteur) - Équipiers Robin/Lacaud
- 1995 : Tiga Buick - Non partant (moteurs cassés aux essais)
- 2000 : WR PEUGEOT - 2 litres - LMP675 - 2e catégorie LMP2 (26e au général) - Équipiers Terrada/Balandras
- 2001 : WR PEUGEOT - 2 litres - LMP675 - Non partant (2e suppléant) - Équipiers Bouvet
- 2003 : DURANGO MG - V10 Judd - LMP900 - 9e LMP900 (24e au général) - Équipiers Bouvet/Rugolo
- 2004 : REYNARD 2KQ LM - LMP1 - Abandon dans la nuit (sortie de route virage du karting) - Équipiers Besson/Maury-Laribiere
- 2005 : WR PEUGEOT - 3,4 litres - LM2 750 - Abandon à la 6e heure (voiture immobilisée en piste - problème de démarreur) - Équipiers Robert "Bobby" Julien/Bouvet

## 24 heures de Daytona
- 1999 : NORMA M14 Buick - Groupe CA - Abandon au 128e tour (alors classé 20e) - Équipiers Roussel/Sezionale

## Courses de1 000km
- 1987 : 1 000 km de Silverstone - ALD 02 BMW - 14e place - Équipiers Lacaud/Tremblay
- 2004 : 1 000 km de Spa-Francorchamps - WR PEUGEOT - 3,4 litres - LMP2 - 2e catégorie LMP2 - Équipiers Bouvet/De Fournoux

## Sbarta Sport
Sylvain Boulay a fondé en 2010, avec Frédéric Viau-Davodeau et Arnaud Tanguy, Sbarta Sport, une écurie d'endurance en sport prototypes qui souhaite revenir en endurance dans les années à venir.